# Калганов, Михаил Фёдорович
Калганов Михаил Федорович (1908—1986) — советский шахтёр, забойщик шахты «Юнком» треста «Орджоникидзеуголь». Герой Социалистического Труда (1957).

## Биография
Родился в 1908 году. 
Работал на шахте «Юнком» с 1928 года. 
С 1941 года участвовал в Великой Отечественной войне. Пустил эшелон с немецкими солдатами под откос на ветке Харцызск—Макеевка. 
В 1944 году был тяжело ранен в боях под Житомиром. На шахту «Юнком» возвратился инвалидом. Восстанавливал шахту, опустился в лаву и начал рубить уголь. 
В 1947 году по его инициативе развернулось вседонецкое соревнование шахт за повышение производительности отбойного молотка. Первым после войны добывает 560 тонн угля. Поддержал инициативу Ивана Валигуры, организовал на участке № 33 бригаду забойщиков и начал работать по новому методу — удвоил добычу участка.
Звание Героя Социалистического Труда присвоено в 1957 году. 
Умер в 1986 году.

## Награды
- Почётный шахтёр (1949);
- Лучший забойщик Сталинской области (1950);
- Медаль Серп и Молот (1957);
- Орден Ленина (1957);
- Орден Трудового Красного Знамени;
- Медаль «За отвагу»;
- Медаль «За доблестный труд в Великой Отечественной войне 1941—1945 гг.»;
- грамоты Министерства угольной промышленности СССР.